# Der Ochse
Der Ochse ist ein Filmdrama von Sven Nykvist aus dem Jahr 1991. Es entstand in schwedisch-norwegisch-dänischer Koproduktion.

## Handlung
Schweden im Jahr 1867: Seit zwei Jahren hungert die Bevölkerung, weil es Missernten gegeben hat. Helge Roos, der den Hungertod seiner kleinen Tochter Anna und seiner Frau Elfrida fürchtet, erschlägt spontan einen von zwei Ochsen seines Herrn Svenning Gustavsson. Seine Frau ist entsetzt, hilft jedoch beim Zerlegen des Tieres und dem Verstecken des Fleisches. Weihnachten verbringen beide kurz darauf bei Svenning und seiner Frau Maria. Maria fällt auf, dass ein Ochse fehlt, und Helge hilft beim Suchen. Da die Suche erfolglos bleibt, geht Svenning davon aus, dass das Tier gestohlen wurde, auch wenn er den Grund dafür nicht versteht.
Um das Fleisch haltbar zu machen, stiehlt Helge Salz von einer Weide. Dabei wird er von Soldat Flyckt beobachtet, der nun ahnt, dass Helge den Ochsen getötet hat. Er zeigt Helge beim Vikar an, der jedoch weiß, dass Flyckt einst Helges Frau Elfrida haben wollte, die jedoch Helge wählte. Der Vikar rät Flyckt, nicht den ersten Stein zu werfen, da jeder um sein angespanntes Verhältnis zu Helge wisse.
Durch das Fleisch des Ochsen kommen Helge, Elfrida und Anna gut über den Winter, auch wenn sie anhand der Andeutungen des Vikars und Flyckts ahnen, dass ihre Tat nicht unbeobachtet blieb. Im Frühjahr 1868 ist das letzte Fleisch des Ochsen verdorben und die Hungerszeit beginnt erneut. Als Elfrida zu betteln beginnt, begibt sich Helge mit der Haut des Ochsen zum Markt in Jönköping, trifft auf dem Weg dahin jedoch auf den Vikar, der die Haut sieht und nun weiß, dass Helge das Tier tatsächlich getötet hat. Im Glauben daran, dass die Strafe nicht hoch ausfallen wird, bringt er Helge sofort zu einem Gericht, das ihn jedoch im Schnellverfahren zu 40 Stockhieben und lebenslangem Zuchthaus verurteilt. Der Vikar ist entsetzt und verspricht, sich für Helges Freilassung einzusetzen. Gleichzeitig nimmt ihm Helge das Versprechen ab, Elfrida nichts zu sagen.
Es ist Flyckt, der sich an Helge rächt und Elfrida die Wahrheit über den Verbleib ihres Mannes sagt. Im Dorf weiß man bald auch von Helges Bestrafung und Svenning, der in Helge nun den Ochsentöter erkennt, ist gnadenlos in seiner Ablehnung jeglicher Unterstützung Helges. Mehrfach versucht der Vikar, eine Petition zu Helges Gunsten aufzusetzen, scheitert jedoch an der fehlenden Unterschrift Svennings. Elfrida muss betteln, um zu überleben. Einmal prostituiert sie sich bei einem Streckenarbeiter, der ihr dafür Essen gibt. Sie wird von ihm schwanger und bringt 1869 einen Jungen zur Welt. Der Vikar, der Helge im Gefängnis besucht, verschweigt das uneheliche Kind. Erst 1873 wird Helge freigelassen, da Svenning nun die Petition für seine Begnadigung ebenfalls unterschrieben hat. Helge kehrt nach Hause zurück, wo er neben Elfrida und seiner Tochter auch den unehelichen Sohn trifft. Zunächst ist er außer sich, wird jedoch vom Vikar zur Besinnung ermahnt. Wie er einst den Ochsen getötet habe, um zu überleben, hat auch Elfrida letztlich nur gehandelt, um ihr Leben und das ihrer Tochter zu retten. Helge kehrt schließlich zu Elfrida zurück und beide versöhnen sich. Beide werden weitere sechs Kinder haben.

## Produktion
Der Ochse geht auf eine wahre Geschichte aus der Zeit der Hungersnot um das Jahr 1868 zurück, die Sven Nykvist in seiner Kindheit von seinem Vater erzählt bekommen hatte. Eine erste Skriptfassung hatte Nykvist bereits in den 1970er-Jahren geschrieben. Im Vorspann wird er nicht explizit als Regisseur benannt, sondern mit dem Satz „En sann historia berättad av Sven Nykvist …“ („Eine wahre Geschichte, erzählt von Sven Nykvist …“) als Erzähler präsentiert. Während die Presse den Film häufig als Regiedebüt Nykvists bezeichnete, war Der Ochse in Wirklichkeit der fünfte und letzte Film, bei dem Kameramann Nykvist als Regisseur tätig war. Die Dreharbeiten fanden in Högsby statt. Die Kostüme schuf Inger Pehrsson, die Filmbauten stammten von Peter Høimark.
Der Ochse lief am 22. November 1991 in den schwedischen Kinos an. Er wurde in Schweden ein Misserfolg bei der Kritik und mit nur 11.000 Kinobesuchern auch beim Publikum. Mehr Erfolg hatte der Film in den Vereinigten Staaten. Im Jahr 1992 war Der Ochse zudem in der Sektion Un Certain Regard auf den Internationalen Filmfestspielen von Cannes zu sehen. Im Dezember 1993 wurde der Film auch in Deutschland gezeigt.

## Kritik
Für den film-dienst war Der Ochse ein „stimmungsvoll fotografiertes Drama in einer äußerst düsteren Inszenierung.“ Die LA Times nannte den Film einen „makellosen Film von Kraft und Ruhe“ und eine „spirituelle Odyssee, eine Studie über die Psychologie von Schuld“.

## Auszeichnungen
Sven Nykvist wurde für Der Ochse 1992 für einen Guldbagge in der Kategorie Beste Kamera nominiert. Der Film erhielt 1992 eine Oscarnominierung in der Kategorie Bester fremdsprachiger Film.